# Тодор Герасимов
Тодор Димитров Герасимов е български археолог и нумизмат.

## Биография
Тодор Герасимов е роден през 1903 година в София. Завършва история в Софийския университет „Свети Климент Охридски“, след което по препоръка на учителите си професорите Богдан Филов и Гаврил Кацаров специализира в Берлин (1926-1928; 1931-1932) - вторият път при Курт Реглинг, дългогодишен уредник на Берлинската монетна колекция. След завръщането си в София работи като библиотекар, а след пенсионирането на Никола Мушмов − като уредник на монетната колекция на Народния археологически музей (1932-1968). Основните му приноси са в областта на нумизматиката - антична и средновековна, с особени заслуги в проучване монетите на Палеолозите. 
Тодор Герасимов е преподавател и първият професор по нумизматика в Софийския университет (1968-1974). Редовен член е на Българския археологически институт (1938) и на редица западни нумизматични дружества. Участник е в световни нумизматични конгреси - Лондон 1936, Рим 1961, Москва 1970 и Ню Йорк, 1973 г. 
През 1934-1936 г. Т. Герасимов е първият и единствен българин – член на борда на Световната нумизматична асоциация (CIN). 
Баща е на Василка Герасимова (27 април 1940 − 3 април 2011 г.), също известен български археолог, класически филолог и епиграф.